# Futebol Clube Canoense
O Futebol Clube Canoense foi um clube de futebol brasileiro da cidade de Canoas, no Rio Grande do Sul.

## História
O clube foi oficialmente fundado em 21/03/1933. Possuía forte ligação com a Aeronáutica, contando, em sua equipe e direção, com vários militares da Base Aérea de Canoas.
Em 1942, juntamente com Esporte Clube Brasil, Sport Club Oriente, Grêmio Esportivo Niterói e Grêmio Esportivo Uruguaiana, foi um dos fundadores da Liga Canoense de Futebol. Ainda em 1942, foi campeão invicto da primeira edição do Campeonato Oficial da Cidade de Canoas. O título valeu ao Canoense a classificação para disputar a regional do Campeonato Gaúcho de Futebol, tendo então jogado contra o Minas de São Jerônimo, empatando no tempo normal e sendo derrotado por 5x3 após duas prorrogações. Aquele time do Canoense estava constituído por: Carlos; Flores e Álvaro; Tancredo, Hélio e Basílio; Aristides, Eraldo, Acácio, Chico e Rafael.
O Canoense sagrou-se ainda campeão da cidade nos anos de 1943, 1944 e 1946, além do vice-campeonato em 1945 e 1947.
Além do futebol, o clube chegou a ter quadros de outros esportes, entre eles o voleibol.